# جاي بنتلي
جاي بنتلي (بالإنجليزية: Jay Bentley)‏ هو عازف قيثارة أمريكي، ولد في 6 يونيو 1964 في ويتشيتا في الولايات المتحدة.

## وصلات خارجية
- جاي بنتلي على موقع IMDb (الإنجليزية)
- جاي بنتلي على موقع ميوزك برينز (الإنجليزية)
- جاي بنتلي على موقع ديسكوغز (الإنجليزية)
- جاي بنتلي على موقع قاعدة بيانات الفيلم (الإنجليزية)